# Enrique Ferau
Enrique Ferau y Alsina (Barcelona, 1825-Barcelona, 1887) fue un pintor español, especializado en paisajes.

## Biografía
Nacido en 1825 en Barcelona, fue de joven oficial platero. Llevado por su afición al dibujo cursó varios años en la escuela de la Junta de Comercio, donde obtuvo varios premios. Con una edad en torno a los dieciocho o veinte años habría publicado un álbum de dibujos de joyería que consiguió buena aceptación. Con vocación de pintor, abandonó su primer oficio y empezó a pintar con Philastre, escenógrafo y decorador, y después se dedicó en exclusiva al género del paisaje. Falleció el 5 de agosto de 1887. Figuraron muchas de sus obras en las Exposiciones celebradas en Barcelona desde 1847 en adelante, incluyendo las de 1858, 1859, 1866, 1870, 1872 y 1878, y en los comercios de aquella ciudad. Entre su producción figuraron Inspiraciones de Cataluña, Caída de la tarde, Entrada de un pueblo, La pesca en el río, Cascada, Dos interiores de un pueblo, Países y Marinas, Impresiones de Cataluña y Antes de la tormenta. Falleció en su ciudad natal en 1887.
La especialidad de Ferau, que estudió en la escuela de la Lonja, fue el paisajismo de carácter romántico. Se pueden encontrar obras suyas en diversas colecciones privadas catalanas y el Museo de Historia de la ciudad.  En los fondos del Museo Nacional de Arte de Cataluña también hay algunos dibujos suyos, provenientes de la colección de Raimon Casellas. Francesc Fontbona ha estudiado su obra, publicando diversos artículos relacionados.